# Изкуствената патица
„Изкуствената патица“ е български игрален филм (криминален, драма) от 1974 година на режисьора Януш Вазов, по сценарий на Любен Станев. Оператор е Красимир Костов. Музиката във филма е композирана от Кирил Цибулка.

## Актьорски състав
- Евгения Баракова – Жана Билевич – „изкуствената патица“
- Иван Кутевски – Георгиев
- Георги Стоянов – Буков
- Йоана Попова